# Boppard
Boppard (Baudobriga, em latim) é uma cidade localizada no distrito de Rhein-Hunsrück, em Renânia-Palatinado, Alemanha. Situada na margem oeste do rio Reno, Boppard está a 25 km ao sul de Koblenz.
Cidade-irmã:
Arroio do Meio